# ماهیچه‌های پیش‌مهره‌ای
ماهیچه‌های پیش‌مهره‌ای (انگلیسی: Prevertebral muscles) به صورت نوارهای عضلانی کوتاه و بلندی هستند که سطح قدامی مهره‌های گردن را می‌پوشانند و فاسیای پره ورتبرال (لایه عمقی فاسیای عمقی گردن) آن‌ها را محدود می‌کند. این عضلات عبارتند از:
۱ - عضلات رکتوس کاپیتیس آنتریور و لاترال (Rectus capitis anterior & lateral m.m) که به ترتیب از توده‌های طرفی و زواید عرضی اطلس شروع می‌شوند و به سطح قدامی جسم مهره‌های پایین‌تر خاتمه می‌یابند.
۲ - عضله لونگوس کاپیتیس (Longus capitis m) که از قاعده جمجمه به زواید عرضی مهره‌های گردن می‌چسبد.
۳ - عضله لونگوس کولی (Longus coli m) که از ریشه زواید عرضی مهره‌های گردنی شروع می‌شود و به مهره‌های اول سینه می‌چسبد.
این عضلات در خم کردن سر به سمت جلو مؤثرند و عصب آن‌ها از ریشه‌های اعصاب نخاعی سرویکال تأمین می‌شود.